# Anormenis nigromarginata
Anormenis nigromarginata är en insektsart som först beskrevs av Melichar 1902.  Anormenis nigromarginata ingår i släktet Anormenis och familjen Flatidae. Inga underarter finns listade i Catalogue of Life.